# Jajang Sukmara
Jajang Sukmara (sinh ngày 18 tháng 11 năm 1988) còn được biết với tên đơn giản Jasuk là một cầu thủ bóng đá người Indonesia hiện tại thi đấu cho PSMS Medan ở Liga 1.

## Danh hiệu
Persib Bandung U-17
Vô địch
- Soeratin Cup: 2006

Persib Bandung
Vô địch
- Indonesia Super League: 2014